# 아부라히역
아부라히역(일본어: 油日駅, あぶらひえき)은 일본 시가현 고카시에 있는 서일본 여객철도의 철도역이다.

## 역 구조
단식 1면 1선 형태의 지상역이다. 구사쓰역 관할권에 속해 있는 간이위탁역이다.

## 역세권 정보
- 소마강
- 아부라히 신사

## 역사
- 1959년 12월 15일 - 구사쓰선 쓰게역 ~ 고카역 사이에 개업.
- 1987년 4월 1일 - 민영화에 따라 서일본 여객철도의 소속이 되었다.

## 인접역
| 서일본 여객철도 구사쓰선 | 서일본 여객철도 구사쓰선 | 서일본 여객철도 구사쓰선 |
| ------------------------ | ------------------------ | ------------------------ |
| 쓰게 방면                | ■ 구사쓰선 보통          | 고카 구사쓰 방면         |